# Sjöfartsprogrammen vid Ålands yrkesgymnasium
Sjöfartsprogrammen vid Ålands yrkesgymnasium (tidigare Ålands sjömansskola och Sjöfartsgymnasiet) ligger i Mariehamn på Åland och erbjuder gymnasieutbildning med sjöfartsinriktning. Ålands landskapsregering beslöt att Sjöfartsgymnasiet ingår i Ålands yrkesgymnasium från och med hösten 2019 och är även en del av Alandica Shipping Academy sedan 2020.

## Utbildningar

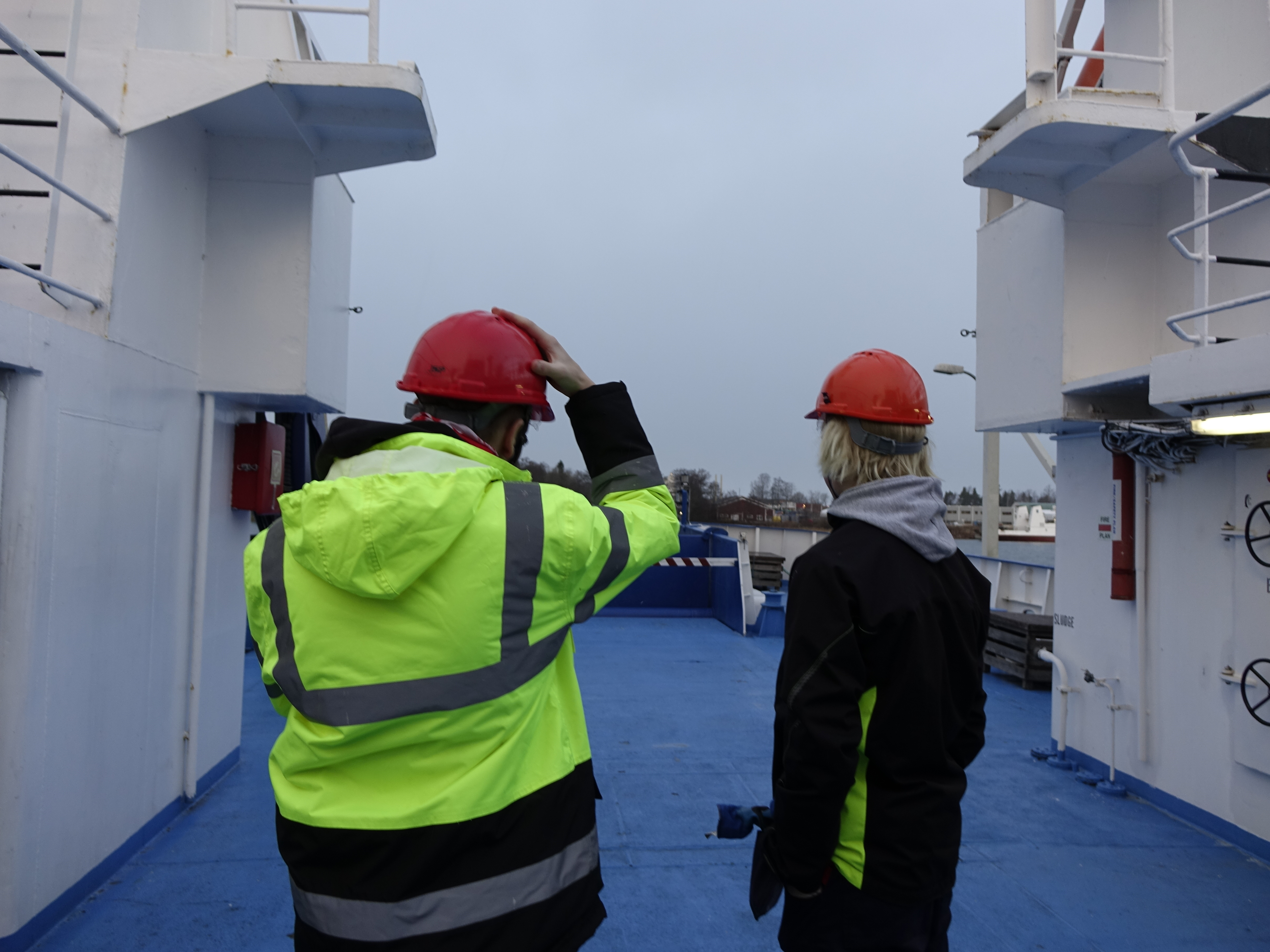
Studerande ombord på M/S Michael Sars

Sjöfartsprogrammen vid Ålands yrkesgymnasium erbjuder följande utbildningsprogram:
- Däcks-, och maskinreparatör - 180 kompetenspoäng (kp) 3 år. Utbildningen leder till flera manskapsbehörigheter efter praktik.
- Fartygselektriker - 180 kompetenspoäng (kp) 3 år. I utbildningen ingår vaktmansutbildning.
- Vaktmaskinmästare, 180 kompetenspoäng (kp) 3 år . Utbildningen leder till vaktmaskinmästarexamen vilken ger behörighet till jobb som maskinbefäl ombord på olika fartyg. Studierna innehåller 60 kp (12 månader) handledd praktik vilket innebär att en stor del av studierna är förlagda ombord på olika fartyg.
- Vaktstyrman, 180 kompetenspoäng (kp) 3 år. Utbildningen leder till vaktstyrmansexamen vilken ger behörighet till jobb som däcksbefäl ombord på olika fartyg. Studierna innehåller 60 kp (12 månader) handledd praktik vilket innebär att en stor del av studierna är förlagda ombord på olika fartyg

## Bakgrund

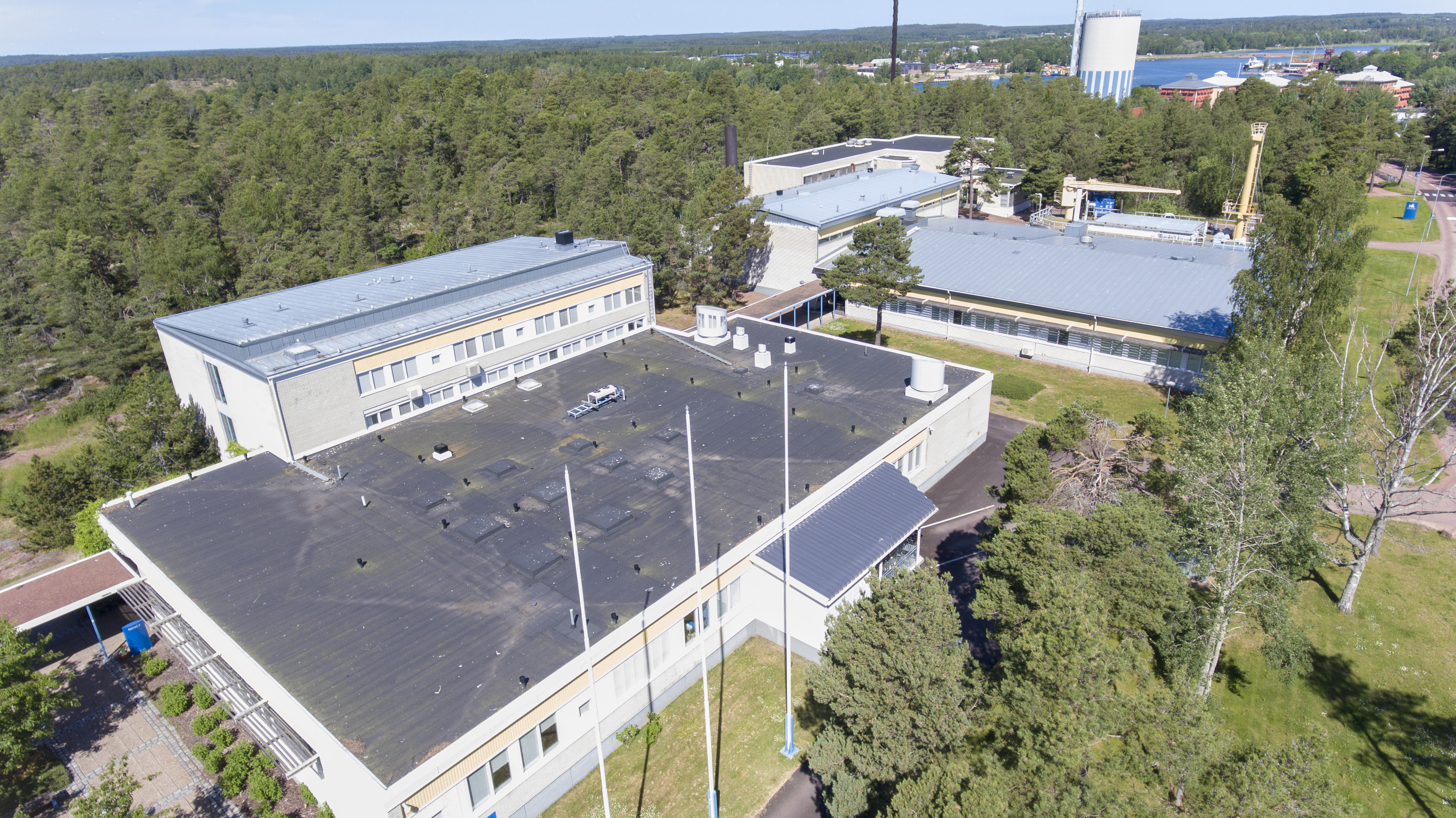
Drönarbild av Sjöfartsprogrammen vid Neptunigatan 6

### Ålands sjömansskola 1961-2011
Bakgrunden för sjöfartsutbildningen var densamma som för landets övriga sjömansskolor, vilka alla grundades nästan samtidigt, nämligen dels, en rekommendation om sjöfolkets utbildning från FN:s fackorgan ILO (Internationella arbetsorganisationen), dels utvecklingen inom sjöfarten såväl tekniskt som trafikmässigt.
Sjömansyrkesskolorna blev en nödvändighet för att bibehålla och höja den yrkeskunskap som den moderna sjöfarten krävde av sina ombordanställda. Närmast var detta fråga om den fartygspersonal som skulle arbeta inom däcks- och maskinavdelningarna.
På Åland startade år 1926 en kock- och stuertskola, som tillgodosett ekonomipersonalens yrkesutbildning. Ansvaret för denna skola, som upprätthölls av Föreningen för sjömanshemmet i Mariehamn, övertogs 1961 av landskapet Åland, som en avdelning i den nyinrättade Sjömansskolan där man samlade utbildningar inom sjöfart.  Numera sköts kockutbildningen vid hotell- och restaurangprogrammet vid Ålands yrkesgymnasium, på Strandgatan 1.

### Sjöfartsprogrammen vid Ålands yrkesgymnasium 2011-
År 2011 blev Sjömansskolan en del av Ålands yrkesgymnasium. Från 2015 till 2019 ingick Sjöfartsgymnasiet i Ålands sjöfartsakademi och därigenom Högskolan på Åland. Från och med hösten 2019 blev sjöfartsprogrammen återigen en del av Ålands yrkesgymnasium.
Sedan 2020 ingår all sjöfartsutbildning på Åland i Alandica Shipping Academy.
I november 2021 deponerade Wärtsilä en 9L20-motor till Ålands yrkesgymnasium.

## Publikationer om ämnet
- Ålands sjömansskola 50 år, Göte Sundberg, Mariehamn 2011 [5]